# قانون کار آلمان
قانون کار آلمان به تنظیم روابط کار و مشارکت صنعتی در آلمان اشاره دارد. به زبانی دیگر قانون کار آلمان حوزه‌ای از قانون است که روابط حقوقی بین کارکنان و کارفرمایان (قانون کار فردی) و همچنین بین ائتلاف‌ها و نهادهای نمایندگی، کارکنان و کارفرما (قانون کار جمعی) را تنظیم می‌کند.

## تاریخچه
- کمیسیون عمومی اتحادیه‌های کارگری آلمان (۱۸۹۲-۱۹۱۹)
- انجمن آزاد اتحادیه‌های کارگری آلمان (۱۸۹۷-۱۹۱۹)
- قانون اساسی وایمار ۱۹۱۹
- قانون شورای کار ۱۹۲۰
- کنفدراسیون عمومی اتحادیه‌های کارگری آلمان (۱۹۱۹-۱۹۳۳)
- اتحادیه کارگران آزاد آلمان (۱۹۱۹-۱۹۳۳)
- قانون مقررات کار ۱۹۳۴
- جبهه کارگر آلمان، اتحادیه ملی شده تحت کنترل نازی‌ها (۱۹۳۳ تا ۱۹۴۵)
- قدرت از طریق شادی
- شورای اعتماد و رهبر کارخانه
- کنفدراسیون اتحادیه‌های کارگری آلمان (۱۹۴۹)
- قانون مشترک ۱۹۷۶

## دادگاه ها و قانون اساسی
گرانجستز (۱۹۴۹) "ماده ۹ (آزادی انجمن) همه آلمانی‌ها حق دارند انجمن‌های گوناگون را تشکیل دهند. انجمن‌هایی که اهداف یا فعالیت‌های آنها با قوانین کیفری در تضاد است یا برخلاف قانون اساسی است. دستور یا مفهوم تفاهم بین‌ٰالمللی ممنوع است حق تشکیل انجمن‌ها برای حفظ و بهبود شرایط کاری و اقتصادی برای همه و برای کلیه مشاغل و حرفه‌ٰها بی‌اثر است، اقداماتی که برای این منظور انجام می‌ٰشود غیرقانونی است. پیش از این، آلمان حداقل دستمزدها را فقط در بخش‌های خاص داشت که توسط اتحادیه‌های کارگری مذاکره می‌شد، و برخی از آنها کمتر از حداقل دستمزد معرفی‌شده در سال ۲۰۱۵ بود.

## قانون حداقل دستمزد
حداقل دستمزد در آلمان قبل از کسر مالیات از ۱ ژانویه ۲۰۲۴ میزان ۱۲.۴۱ یورو در ساعت است،  این قانون (به آلمانی: Gesetz zur Regelung eines allgemeinen Mindestlohns) در ۱ ژانویه ۲۰۱۵ توسط دولت سوم آنگلا مرکل، ائتلافی بین SPD و حزب سوسیالیست، معرفی شد. اجرای حداقل دستمزد درخواست اصلی SPD در طول مذاکرات ائتلاف به عنوان وعده اصلی انتخاباتی آن در طول مبارزات انتخاباتی فدرال ۲۰۱۳ بود.
حداقل دستمزد اولیه قبل از مالیات ۸.۵۰ یورو در ساعت بود. از آن زمان، کمیسیون حداقل دستمزد آلمان (Mindestlohnkommission) مرتباً تعدیل حداقل دستمزد را پیشنهاد می کند. آخرین بار در اکتبر ۲۰۲۲ به ۱۲ یورو در ساعت قبل از مالیات افزایش یافت.
در دسامبر ۲۰۲۲ به دلیل تورم، این دستمزد به اندازه ۹.۸۰ یورو در ژانویه ۲۰۱۵ ارزش داشت. دستمزد ۱۲ یورو به معنای دستمزد اسمی ناخالص ماهیانه ۲۰۸۰ یورو برای یک کارمند تمام وقت است، یعنی شخصی که چهل ساعت در هفته کار می کند.
استثناهایی برای حداقل دستمزد برای کارگران در دوره کارآموزی، کارمندان در طول آموزش حرفه‌ای، داوطلبان، دوره‌های کارآموزی تا سه ماه، جوانان و بیکاران طولانی مدت وجود دارد.